# Соколья Гора (лесопарк)
Соколья Гора — лесопарк, зона отдыха в юго-восточной части Заднепровском районе города Смоленска. Расположена в 0,5 км к югу от микрорайона Колодня и простирается до поймы реки Днепр.

## Структура парка
В лесопарке Соколья Гора проложена лыжная трасса, соответствующая требованиям проведения Всероссийских и международных соревнований. В Соколье Горе популярны пешие и водные туристические походы. На территории лесопарка построены спортивные и туристические базы.
В лесном массиве представлены старые растения коренного леса: дуб, ясень, клен, липа, берёза, осина; встречаются сосна и ель, возраст которых достигает более 100 лет. В лесопарке также произрастают рябина, орешник, бересклет бородавчатый, жимолость, ива козья, волчье лыко и в большом количестве малина. В лесопарке представлены следующие виды травянистых растений: папоротник, ветреница дубравная, ветреница лютичная, гусиный лук, полая хохлатка, хохлатка Галлера, хохлатка Маршалла, медуница неясная, копытень европейский, селезеночник и частично — печеночница благородная. Под орешником растет петров крест, являющееся уникальным экзотическим растением-паразитом. Раннецветущие растения быстро сменяют друг друга и имеют красочный вид. На полянах можно увидеть перловник поникший, бор развесистый, колокольчики. В небольшом количестве можно встретить экзотические растения: лютик бореальный и борец высокий.